# エルピス-希望、あるいは災い-
『エルピス-希望、あるいは災い-』（エルピス きぼう あるいはわざわい）は、2022年10月24日から12月26日までカンテレ制作・フジテレビ系列の「月曜夜10時枠の連続ドラマ」枠にて放送されたテレビドラマ。主演は長澤まさみ。
テレビ局を舞台に、エースの座から転落した女子アナウンサーが、彼女に共鳴した仲間たちと冤罪事件の真相究明をする中で、一度は失った「自分の価値」を取り戻していく姿を描く社会派エンターテインメント。
実在の数件の冤罪事件から着想を得たフィクションであることがドラマの冒頭で告知され、エンディングでは冤罪事件に関する9冊の書籍が「参考文献」としてクレジット表記された。
タイトルのエルピス（Elpis）とは、古代ギリシャ神話で様々な災厄が飛び出したとされる「パンドラの箱」に残された「希望」あるいは「災い」の兆候のことである。

## あらすじ
大洋テレビの女子アナウンサー・浅川恵那は、週刊誌に路上キス写真を撮られたことがきっかけで、深夜の情報バラエティ番組『フライデーボンボン』のコーナーMCを務めることになる。そんな中、新米ディレクター・岸本拓朗から、12年前（2006年）に発生した10代の女性を狙った「八頭尾山連続殺人事件」の犯人とされる死刑囚・松本良夫が、実は冤罪かもしれないと相談される。

## 登場人物

### 主要人物
浅川恵那（あさかわ えな）
演 - 長澤まさみ
主人公。大洋テレビの女子アナウンサー。
「路上キス写真」を週刊誌に撮られたことでエースの座から転落し、バラエティー番組『フライデーボンボン』でのコーナーMCに回される。
『フライデーボンボン』打ち切り後は、冤罪疑惑を追っていたことが評価され、古巣の『NEWS8』に復帰、メインキャスターに抜擢される。
拓朗が入手した大門副総理による「派閥議員のレイプ事件もみ消し」事件と被害女性の自殺を報道しようとするが、そのことを聞きつけた斎藤に放送を中止するよう説得され、逆に放送中止の条件として本城彰の逮捕を妨げないことを要求、女性連続殺人事件に真犯人がいると報道し、松本死刑囚の無実の罪を晴らし、釈放を実現させる。
岸本拓朗（きしもと たくろう）
演 - 眞栄田郷敦
大洋テレビの若手ディレクター。大山に脅され、八頭尾山連続殺人事件の犯人とされる死刑囚・松本が実は冤罪かもしれないと恵那に相談する。
成城の裕福な弁護士の家庭育ちで実家暮らし。自己肯定・自己評価が高いが、中学時代に友人のカイをいじめから救えなかった罪悪感に、現在でも苦しんでいた。
プロデューサーの村井から過去と向き合うように言われ、当時、友人・カイのいじめの件を取り合ってくれなかった母・陸子への不信感を募らせるようになり、実家を出て下北沢で一人暮らしを始める。
『フライデーボンボン』打ち切り後は経理部に異動となるが引き続き女性連続殺人事件を取材し、その過程で刑事の平川を脅したと抗議をうけ退職勧告が出され、大洋テレビを退職する。
女性連続殺人事件の報道に圧力をかける大門の「派閥議員のレイプ事件もみ消し」事件を報道しようとするが、告発者の大門の娘婿・亨が自殺に偽装し殺害されたことを受け、報道を断念するも、恵那により松本死刑囚の冤罪新事実が報道され、松本死刑囚の釈放が実現し、冤罪事件を解決する。
斎藤正一（さいとう しょういち）
演 - 鈴木亮平
大洋テレビ報道局のエース記者。官邸キャップ。拓朗の先輩。恵那の元彼で、彼女がエースの座を転落するきっかけとなった路上キスの相手。
八頭尾山連続殺人事件の冤罪報道に圧力をかけていた副総理の大門と近しい関係で、交際を再開していた恵那に対し「相克の関係」と打ち明け、再び離別し、大洋テレビを退職してフリージャーナリストに転身する。
恵那が大門による「派閥議員のレイプ事件もみ消し」を『NEWS8』で放送しようとしていることを聞きつけ放送中止を呼びかけるが、逆に恵那から放送中止の交換条件として、本城彰の逮捕を妨げないことを要求され、その条件を仕方なく受け入れる。

### フライデーボンボン
社内で「制作者の墓場」と皮肉られる、深夜の情報バラエティ番組。
大山さくら
演 - 三浦透子（少女時代：根本真陽）
ヘアメイク。通称「チェリーさん」。拓朗がボンボンガールのあさみを口説く音声データで彼を脅し、恵那に死刑囚・松本の冤罪疑惑を調査させるよう仕向ける。
2006年の女性連続殺人事件発生当時、松本の家に身を寄せていた元家出少女で、母親の内縁の夫に虐待され、左の掌に今でも跡が残る大火傷を負っている。
松本の再審請求が棄却されたと知ると、松本を救えなかった罪悪感から、うつの薬を飲んだ状態で泥酔し、自宅マンションの3階から飛び降りて重傷を負うが、一命をとりとめる。
恵那の報道により松本死刑囚が釈放されると、家出していたころ、彼に誕生日を祝ってもらった思い出の食事であるカレーライスとケーキで松本の釈放を祝う。
海老田天丼
演 - 梶原善
番組MC。
女性連続殺人事件の冤罪疑惑の報道で『フライデーボンボン』は打ち切りとなるが、後番組『ウィークエンドポンポン』のMCにそのまま起用される。
川上美咲
演 - 川瀬莉子
進行アシスタント。大洋テレビの女子アナウンサー。
『フライデーボンボン』が打ち切られると、後番組『ウィークエンドポンポン』には起用されず、1期下の女子アナと交代となる。
名越公平
演 - 近藤公園
プロデューサー。不倫問題で飛ばされた元スポーツ局ディレクター。女性連続殺人事件の冤罪疑惑の特集を局長判断に持ち込み、「放送不適切」と言われたと自作自演し、企画を潰す。
恵那がゲリラ的に特集を強行放送した際は激怒して責め立てるが、視聴率の良さに局長が恵那を応援しだしたことから、掌を返して、冤罪疑惑の特集に取り組むようになる。
村井喬一〈51〉
演 - 岡部たかし
チーフプロデューサー。無遠慮な面があり、パワハラやセクハラ・モラハラ発言をする。
八頭尾山連続殺人事件の冤罪疑惑の特集を拓朗と恵那から持ち掛けられ一度は拒否するが、遺族や取り調べた刑事のインタビューを恵那たちが集めてくると、一転してGOサインを出す。拓朗の尽力で事件当日の松本の目撃証言が虚偽であると証言する目撃者の元妻の証言映像を入手すると、報道局に任せず『フライデーボンボン』で報道するが、責任を取らされる形で『フライデーボンボン』が打ち切りとなり、関連子会社へ出向となる。
かつては報道番組『NEWS8』を担当していたが、大門による「派閥議員のレイプ事件もみ消し」を報道しようとしたため左遷され、『フライデーボンボン』の担当となった過去を持ち、松本死刑囚のDNA再鑑定の報道に部署が変わった後も動く拓朗の姿に、自分には拓朗のような情熱が無くなってしまったと寂しさから涙を流す。
拓朗が女性連続殺人事件の真犯人報道で大門が障害となっていると知ると、過去に大門の娘婿で秘書である亨が大門を告発する映像を託すが、亨が自殺に偽装され殺害されてしまい、告発を潰された上、大門が白々しく亨の死を悼むコメントをしているのを聞き、放送を終えた『NEWS8』のスタジオに乗り込みセットを破壊し、真実を報道しようとしないマスコミに怒りをぶちまける。
恵那の報道により松本死刑囚が釈放されたころには、拓朗と二人でネット配信の報道会社「村井映像企画」を設立しており、報道業界に復帰している。
ボンボンガールのメンバー
篠山あさみ
演 - 華村あすか
拓朗が口説く様子を録音した音声データを使い、仕事を切られそうになった際の切り札に使おうとしていたが、八頭尾山連続殺人事件の冤罪疑惑を追う拓朗が、『フライデーボンボン』内でゲリラ的にインタビュー映像を流すことに協力させられようとしたとき、録音データで拒否しようとすると、バラされることを厭わず協力させようとする拓朗に男気を感じ、拓朗との仲を深め交際関係に発展する。しかし多忙な拓朗とあまり会えなかったところ、彼がテレビ局をクビになったことを受け、交際を解消する。
山内ひかり
演 - 石崎日梨
花澤クルミ
演 - 新関碧
新谷真琴
演 - あのん
MIMI
演 - 真洋
日向愛
演 - 森日菜美
進藤美香
演 - 橋本萌花
木嶋
演 - 天野はな
番組AD。村井のパワハラやセクハラを受け流す恵那に、彼に文句を言うよう苦言を呈する。
高橋
演 - 篠原悠伸
番組AD。恵那たちが推し進める八頭尾山連続殺人事件の冤罪疑惑の特集に乗り気になる。
山崎倫也
演 - 小林博
番組総合ディレクター。名越に付き従っている。
番組スタッフ
演 - 祐村要
神林実
演 - 竹林佑介
ニュースコーナー担当ディレクター。
広政省吾
演 - 亀田侑樹
樋口彩音
演 - 武内おと
番組スタッフ。
河西
演 - 川久保晴
番組スタッフ。
タイムキーパー
演 - 嶋田光希（第3話 - 第7話）
恵那に渡された差し替えのエナズアイ特集のビデオを放送してしまう。拓朗からの同様の指示の際は気付いて事なきを得る。
局長
演 - 春海四方（第3話・第4話・第7話）
エナズアイ特集「八頭尾山連続殺人事件〜作られた死刑囚〜」の企画を恵那がゲリラ的に放送を強行すると、反響が大きく、視聴率が好調だったことから、恵那の追加取材を応援する。

### 周辺人物
松本良夫
演 - 片岡正二郎
死刑囚。元板金工。八頭尾山連続殺人事件の被疑者として逮捕され、最高裁より死刑判決を受けている。
逮捕当時、家出して行く当てのなかった大山さくらを家に招き、宿泊させていた。
滝川雄大
演 - 三浦貴大
報道部の記者。恵那の同期。
拓朗が掴んだDNA鑑定から本城彰が連続殺人事件の犯人である証拠を『NEWS8』でスクープ報道することはできないと拓朗に告げる。後日、ネット系ジャーナリストにニュースソースを売って、先行報道させてみてはどうかと恵那に持ち掛けるが、恵那や拓朗が抱く真実を報道したい純粋な想いとの間に大きな隔たりがあったことから拒絶される。
恵那から大門副総裁による「派閥議員のレイプ事件もみ消し」と被害女性の自殺を娘婿・亨が告発しようとしていたニュースを『NEWS8』で強行放送することを持ち掛けられ、動揺からその話を斎藤にリークしたため、恵那と斎藤は対峙することになる。
岸本陸子
演 - 筒井真理子
拓朗の母親。年収1億円を稼ぐ敏腕弁護士。和歌山県出身で、拓朗には関西弁で話しかける。
拓朗から松本死刑囚の再審請求とDNA再鑑定の可能性を聞かれ、日本の検察社会では難しいと答えるが、後日、東京高裁がDNA再鑑定を決定したとの速報が報じられる。
岸本陽介
演 - 山下徳久
拓朗の父親。陸子同様、弁護士だったが、拓朗が9歳の時に亡くなっている。
大門雄二
演 - 山路和弘
副総理。元警察庁長官。八飛市出身。八頭尾山連続殺人事件の冤罪報道に圧力をかける。
斎藤が恵那に交渉したことにより「派閥議員のレイプ事件もみ消し」の報道は免れたものの、女性殺害事件の犯人が自身の後援会会長、本城総一郎の息子、本城彰であることが明らかになり、笹岡ら政治部の記者たちから、本城家との密室な関係性と事件の隠蔽について厳しい追及を受ける。
笹岡まゆみ
演 - 池津祥子（第3話 - 最終話）
「首都新聞」政治部の記者。社会部ではないが、八飛市出身であったことから八頭尾山連続殺人事件を追跡取材している。
本人曰く「整理整頓が苦手」で、ノートパソコンのデスクトップ上の書類も整理できていない。丁寧な言葉遣いだが、リアクションがオーバー気味。
拓朗の要請で本城彰の身辺調査を行い、本城が連続殺人事件に動きがなかった約12年の間、海外留学で日本を離れていた情報を探り当てる。
木村卓
演 - 六角精児（第2話 - 最終話）
松本死刑囚の裁判を担当する弁護士。松本をロリコンと無責任に報道したことから、マスコミ嫌い。
相談なしに八頭尾山連続殺人事件の冤罪疑惑を報道したため、逮捕の決め手となった不審人物の目撃者で、再審請求の鍵を握る西澤正が行方を眩ませたことから、恵那に憤慨する。
本城彰
演 - 永山瑛太（第3話・第7話・第8話・最終話）
八飛市のシャッター商店街にある怪しい雑貨店の店主。恵那からの八頭尾山連続殺人事件の取材に、意味ありげな言葉を並べる。
拓朗の追跡取材により、大門と結びつきのある八飛市一帯の土地を扱う本城建託の社長・本城総一郎の長男であることが判明し、2009年から2017年まで東南アジア各国に渡航し、対外的には海外留学ということで日本から離れて生活をしていたが、井川晴美事件から中村優香事件までの約12年の間、海外逃亡していたのではないかと怪しまれる。
中村優香が本城からプレゼントされたという黒いスカーフから検出されたDNAが、井川晴美が殺害された際に着用していたスカートから検出されたDNAと99.9%以上の確率で一致したと、拓朗が依頼した3つの分析機関全てで確認されたことから、少なくとも井川晴美の殺害に関わっていた証拠が突き付けられる。

### ゲスト

#### 第1話
桂木信太郎
演 - 松尾スズキ（第8話）
俳優。勝海舟役を演じる主演映画『さよなら江戸幕府』の撮影現場でインタビュアーの恵那の到着が遅れていることに立腹し、恵那のインタビューはいらないと拓朗に文句を言うが、恵那が到着すると掌を返して、彼女に体調を心配する言葉をかける。
刑事の平川を脅したと抗議され大洋テレビから解雇通告をくらい退職することになった拓朗を局内で見つけ、武田信玄の扮装で拓朗は一流のジャーナリストだと告げる。
中村優香〈14〉
演 - 増井湖々（第7話 - 最終話）
2018年、神奈川県八飛市で行方不明になった中学生。八頭尾山で遺体で発見される。
生前、18歳と年齢を偽り、デリヘルでアルバイトをしており、常連客も多くかなりの金額を稼いでいた。
秋元千晴
演 - 森由佳（第6話）
大洋テレビアナウンサー。『NEWS8』担当。大門副総理から「有森」と名前を間違えられる。
カイ
演 - 市原匠悟（第2話・第4話・第5話）
拓朗の明王中学時代の同級生。中学2年時にイジメを苦に自殺する。
山下守
演 - 谷川昭一朗（第2話 - 第5話・第7話）
神奈川県警八飛警察署の元刑事。松本良夫を殺人容疑で逮捕し、執拗な取り調べを行った。
松本の「許してくれ」の言葉を、罪を認めた謝罪の言葉と解釈している。

刑事
演 - 中野英樹（第2話・第3話・第5話・第7話）、藤田秀世（第2話・第3話・第5話）、斉藤一平（第2話・第3話・第5話・第7話）
八飛署の松本良夫を取り調べした刑事たち。
プロデューサー
演 - 鎌田規昭
「NEWS8」の番組プロデューサー。

#### 第2話
井川晴美
演 - 葉山さら（第3話・第4話・第6話 - 第8話・最終話）
12年前に下校中に松本良夫に殺害されたとされている被害者。
コメンテーター
演 - 狩野和馬
東日本大震災時、『NEWS8』で福島第一原発についてコメントする。
レポーター
演 - 滝沢柚紀子（第3話 - 第5話）
12年前に井川晴美殺害事件を現場からレポートする。
主婦
演 - 滝沢恵（第4話・第5話）
12年前の事件の目撃者。井川晴美が若くて髪の長いすらっとした男と山の中に向かって歩いていたと証言していた。
男性
演 - 古川慎（第4話・第5話）
12年前の事件の目撃者。井川晴美が男と仲がよさそうに山の中に入っていったと証言していた。

#### 第3話
平川勉
演 - 安井順平（第7話・第8話・最終話）
八飛署の刑事。警部補。松本良夫の取り調べ当時は新人で、取り調べに深く関わっていないが、恵那たちの取材に最高裁で判決が下りたのだから松本が犯人だろうと断言する。
西澤の不審人物目撃の偽証疑惑、松本死刑囚のDNA再鑑定実施で八飛警察署は詰んだ状態で庇い立てする意味がなくなったと、拓朗に50万円を要求し、松本は無実で、上層部からの圧力で八頭尾山連続殺人事件の犯人にでっち上げられたと証言し、もし真犯人を探すなら12年前の事件ではなく、証拠が残っている可能性が高い2018年に起きた中村優香の殺害事件を追うべきだと助言する。
50万円の対価として中村優香のスマホの写真を拓朗に提供していたが、その中から本城彰の写真を間引いていたのではないかと拓朗からカマをかけられると、本城彰の隠し撮り写真が含まれるオリジナルの写真データを提出するが、拓朗に脅迫されたと大洋テレビを訴え、拓朗をクビに追い込む。
悠介
演 - 斉藤天鼓（第4話・第7話）
拓朗の友人。同級生のあっくんの結婚式で、彼がいじめを苦に自殺した友人・カイのことを忘れていると憤る。
あっくん
演 - 小野翔平（第4話）
拓朗の友人。結婚式の新郎。拓朗が中学時代、街で一番の有力者の息子で、周囲から一目置かれていた。
井川
演 - 内田紳一郎（第7話）
井川晴美の父親。12年前に娘の晴美が使用済み下着を売っていたなどと好き勝手に報道され、極度のマスコミ不信となり、恵那たちの犯人は別にいるかもしれないという取材を、ホースの水を掛けて追い返す。恵那の手紙での取材依頼も、同様に拒絶する。しかし、恵那が「八頭尾山連続殺人事件〜作られた死刑囚〜」の企画を強行放送すると、晴美の学友から、晴美は下着など売っていなかったと電話をかけてきてくれたことに心を救われ、純夏を介して恵那に感謝の気持ちを伝える。
マスター
演 - 小野了（第6話 - 第8話）
井川家の近隣の喫茶店「珈論琲亜」の店主。井川のマスコミ不信の原因を恵那たちに説明する。
井川純夏（いがわ すみか）
演 - 木竜麻生（第4話・第5話・第7話・第8話・最終話）
晴美の姉。恵那が父へ妹の事件の件で取材を申し込んでいることを知り、恵那との面会を申し出る。恵那の要請に応え、12年前、しし座流星群を夜に観測しようと妹と待ち合わせしていたが、事件に巻き込まれ妹は帰ってこなかったと、顔出しで涙ながらにインタビューに答える。
後に八頭尾山連続殺人事件の「被害者遺族の会」結成の発起人となる。

#### 第4話
西澤正
演 - 世志男（第2話・第5話 - 第7話）
12年前の事件の不審人物の目撃者。身長160cm前後、40 - 50代の作業着姿の男が慌てたように山道を駆け下りてきて、自転車に乗って去っていったと証言していた。
『フライデーボンボン』で虚偽の目撃証言疑惑が報道されると、行方を晦ます。
西澤正の連れ合いの女性
演 - 中尾有伽（第5話・第6話）
ベランダからタバコのポイ捨てをすることを、近所に住む女性・靖子から注意される。
署長
演 - 阿部伸勝
中村優香の遺体発見を受けた記者会見で、有力な情報が集まっていないと吐露する。

#### 第5話
靖子
演 - しのへけい子
西澤正の近所に住む女性。タバコをポイ捨てする西澤の連れ合い女性に注意すると、逆切れしてくる暴力的な西澤に困り果てている。拓朗の取材に、西澤正は10年前は八頭尾山の麓あたりに住んでいたはずだと証言する。また、仕事をしている様子のない西澤が高級車を乗り回し、パチンコばかりしていることを不審に思っているとも証言する。
スナックの従業員
演 - 川上友里
自分の息子が西澤正の息子・健太と同級生で、西澤が家族にDVを働いていたと証言する。
西澤健太の同窓生
演 - アガサ
西澤健太の通った小学校の同窓会に潜り込み泥酔してしまった拓朗を連れ出す。
西澤健太の友人
演 - 平井亜門
12年前の事件の取材で西澤正の息子・健太を探す拓朗が、西澤正の差し金で健太のことを嗅ぎまわっていると思い、健太のために拓朗を襲撃する。
吉村由美子
演 - 小林麻子（第6話・第7話・最終話）
西澤正の別れた妻。西澤健太と彼の妹の母親。現在は名古屋在住。当時、西澤のDVが酷く報復が怖くて証言できなかったが、子供たちが成人したことから、12年前の女性殺害事件の日、西澤は酔い潰れて自宅で寝ており、八頭尾山で松本を目撃していないはずだと拓朗のインタビューで証言する。また、そのころから「アサベ商事」という架空の会社から毎月30万円を振り込まれるようになった当時の預金通帳の振込記録を見せ、西澤が金を受け取り、嘘の証言をしていたのではないかと証言する。
西澤健太
演 - 黒川大聖（幼少期：廣野翔大）（最終話）
12年前の女性殺害事件の日、父の西澤正が酔い潰れて寝ていたことから、母を誘って妹としし座流星群を観に出かけている。
健太の妹
演 - 奈良澪
12年前の女性殺害事件の日、母子三人でしし座流星群を観に出かけた。

#### 第6話
武田政弘
演 - 木下政治（第1話・第2話）
大洋テレビアナウンサー。『NEWS8』のメインキャスター。
田中麻衣子
演 - 春名真依
大洋テレビアナウンサー。川上美咲の1期下。『フライデーボンボン』の後番組「ウィークエンドポンポン」の進行アシスタント。
佐々木
演 - 神尾佑（第9話・最終話）
『NEWS8』のプロデューサー。
「珈論琲亜」の常連客
演 - 福原正義（第7話）
八飛市のシャッター商店街にある怪しい雑貨店が潰れたと店主に世間話する。
ディレクター
演 - 長友郁真（第8話 - 最終話）
『NEWS8』のディレクター。
三井
演 - 武藤心平（第8話 - 最終話）
新体制の『NEWS8』で恵那の横に座るサブキャスター。
大将
演 - 三田村賢二
斎藤が恵那にカルティエの指輪を渡した銀座の寿司屋の大将。
上司、部下
演 - 国枝量平、小平伸一郎
大洋テレビ上層部の上司と部下。土曜日の早朝にゴルフに行こうとしていたところ、前夜の『フライデーボンボン』の放送内容をネットニュースで知る。
ホステス
演 - 森のんの
斎藤と大門が通うクラブのホステス。

#### 第7話
吉田富雄
演 - 山下秀光
東京高裁の判事。再来月に退官を控え、突如、八頭尾山連続殺人事件における松本死刑囚のDNA再鑑定を決定する。
中村昌美〈35〉
演 - 樋井明日香（第8話・最終話）
中村優香の母親。八頭尾山連続殺人事件の「被害者遺族の会」結成には参加しなかった。
拓朗からの取材を受け、優香の遺品の中から本城彰から送られたと思われる黒いストールを提供し、3つの専門機関でストールから検出されたDNAと井川晴美のスカートから検出されたDNAが99.9%以上の確率で一致する鑑定結果が導き出される。
中村優香の弟妹
演 - 永尾柚乃（役名：優乃）（第8話・最終話）、大野夏希（第8話・最終話）
中村優香の年の離れた幼い妹弟2人。
本城総一郎
演 - 相馬未知雄
本城建託の社長。彰の父。大門と幼馴染で彼の政治活動を応援している。
情報番組の出演者
演 - 平川和宏（司会）、青山祥子（坂下）、田中沙朋（アナウンサー）
東日テレビのモーニングショーの出演者。大洋テレビを退社した斎藤から、世界の消費税率について解説を受ける。
スナックのママ
演 - うえのやまさおり
拓朗と村井が会っていたスナックのママ。

#### 第8話
「珈論琲亜」の店主夫人
演 - 一木美貴子
拓朗の取材に本城彰は今風に言えば雰囲気イケメンで、陰があるが魅力的な男だと教える。
「珈論琲亜」の女性客
演 - 楠見薫
本城建託の副社長はうちの店によく来ると店主夫人と話をするが、それは本城彰の弟のことで、長男の彰についてその存在を知らなかった。
東原
演 - 東原武久都
中村優香の通っていた中学の野球部の男子学生。拓朗の取材に、中村優香は高岡ひかるの家によく出入りしていたと教える。
高岡ひかる
演 - 堰沢結愛
ひきこもりの中学生。小学校のころからの中村優香の知り合い。親友と言うほどの関係ではなかったと拓朗に前置きした上で、優香に自分が好意を抱いていた大人の男性を横取りされ裏切られたと明かす。
小説に詳しいその男性のことを優香に教えると、後日、黒いストールをその男性からプレゼントされたと優香から自慢され、喧嘩になり絶交するが、数日後に優香が殺害されてしまい、仲直りする機会を失っていた。
優香からその男性を隠し撮りした写真をスマホに送信されており、拓朗がその写真の男性を確認すると本城彰であった。
エステティシャン
演 - 篠崎しの
恵那のマッサージを担当したエステティシャン。首肩腰がかなり凝っていたと告げる。
佐伯
演 - マキタスポーツ（第8話、第9話）
『週刊潮流』の編集長。村井と20年来の腐れ縁。『NEWS8』でのスクープ報道が見送られたDNA鑑定から本城彰が女性連続殺人事件の容疑者である証拠について、スクープを出してほしいと恵那たちから依頼され記事にする。しかし校了した記事が印刷される前に『NEWS8』で中村優香の名前がデリヘル店の従業員リストに記載されていたニュースを恵那に放送され、世間の関心を未成年のデリヘル勤務に向ける印象操作を行われたため、記事を差し戻す。
テレビ局をクビになった拓朗のジャーナリストとしての適性を見込み、彼を編集部の記者に誘い、女性連続殺人事件の報道に圧力をかける大門を潰すには瞬殺するしかないと、拓朗に女性連続殺人事件の被害者遺族から急いで裏を取るように激を飛ばす。
サブディレクター
演 - 松本ししまる（第7話・第9話・最終話）
『NEWS8』のサブディレクター。

#### 第9話
大門亨
演 - 迫田孝也（最終話）
大門副総理の娘婿で秘書。大門が警察庁時代の元部下。その正義感と生真面目さから、村井の協力の元、自分も加担していた義父の大門による「派閥議員のレイプ事件もみ消し」を告発しようとしたが、そのことで妻と息子が被害を受けることに怖気づき、告発を断念した過去を持つ。
村井の仲介で拓朗が接触したことで腹をくくり妻と離婚し、秘書も辞めて大門を告発することを決意し、必ず告発すると拓朗に電話で誓うが、その5日後、車内で遺書を残し自殺したとの一報が飛び込む。
大洋テレビの記者
演 - 神農直隆
ボイスレコーダーに録音した亨が亡くなったことに対する大門のコメントを、亨の通夜の会場で村井に聞かせる。
ブティック店員
演 - 小林リュージュ
岸本家御用達ブランドのブティック店員。
美容師とその客
演 - 安藤輪子、はやしだみき
恵那が行きつけの美容院で居合わせた美容師とその客。善玉菌と悪玉菌について語り合っている。
店長
演 - 元松あかね
恵那が行きつけの美容院の店長。
大門のぞみと息子
演 - 太宰美緒、かずき
大門亨の妻子。
店員
演 - 三島ゆたか（最終話）
拓朗と村井が大門亨に会った後に向かった牛丼屋の店員。

#### 最終話
笹岡の同僚記者
演 - 山岸拓生
首都新聞政治部の記者。笹岡が娘婿・亨を追悼する大門の映像を何度も見返す理由を尋ねる。
メイク担当
演 - 川上友里
『NEWS8』での恵那のメイク担当。メイク中、大門による「派閥議員のレイプ事件もみ消し」の強行放送を控えた恵那の呼吸が浅いと、いつもと様子が違うことを察する。

## スタッフ
- 脚本 - 渡辺あや[1]
- 音楽 - 大友良英[1]
- 主題歌 - Mirage Collective「Mirage」（SPACE SHOWER MUSIC）[87]
- 報道監修 - 江口茂
- 刑事弁護監修 - 吉田京子
- 警察監修 - 古谷謙一[88]
- プロデューサー - 佐野亜裕美（カンテレ）、稲垣護（クリエイティブプロデュース）
- 演出 - 大根仁[1]、下田彦太、二宮孝平、北野隆
- 制作協力 - ギークピクチュアズ、ギークサイト
- 制作著作 - カンテレ

## 企画・製作

### 企画
本作の企画は、2016年ごろに脚本家・渡辺あやの元に、当時TBSテレビ所属だったプロデューサーの佐野亜裕美が訪問し、当初はTBS側の意向によりラブコメの脚本を依頼したところ、あまり面白い案が浮かばず、その話し合いの過程で「今の日本は何かおかしい」という話題で熱く語り合ったことから、日本における報道の自由、ジェンダーギャップ、司法制度改革の遅れ、冤罪など、社会に対する憤りを両者で共有できたことから企画がスタートした。
佐野はこの冤罪を題材にした社会派ドラマをTBSテレビで制作しようと企画を持ち込んだが、TBSテレビでは没とされてしまい、それでも諦め切れずに渡辺に懇願し、とりあえず第3話までを書き上げたところで長澤に出演オファーを掛けた。長澤からはこのシナリオを見て「ぜひやりたい」と快諾を得たものの、『カルテット』の大ヒットで視聴者や業界内では高評価を得ていた佐野が、TBSテレビ局内での社内政治の影響を受け、海外事業部へ異動させられたことでドラマの制作現場から離れることになりTBSテレビではこの企画が頓挫し、「失意のうちにTBSを退社した」と、『FRIDAY』の取材に応じたある制作会社関係者は述べている。
しかし、佐野はドラマ制作の現場への強いこだわりと、本作『エルピス』を必ず放送させるという思いもあり、フリーランスの立場で他局へ企画を持ち込み、カンテレから「これはやるべき作品だ」と高い評価を得る。佐野はその後カンテレ東京支社に転職し、『カルテット』の脚本家である坂元裕二と共に2021年4月期の火曜9時ドラマ『大豆田とわ子と三人の元夫』をヒットさせ、火9から放送枠を同年10月から異動させた現在の月10ドラマ、2022年10月期（秋季）編成で今作をぶつけることができた。
テレビ局を舞台にした、冤罪事件の真相究明という題材を扱うにあたり、主人公の浅川恵那は、企画当初から長澤を当て書きすることで脚本が練られている。一方で、 三浦が演じる大山さくら役は企画当初、別の女優のキャスティングを想定していたが、上述の経緯で企画が5年後の2022年に再スタートするにあたり、30代前後で、強さも弱さもある、矛盾を抱えながら生きている難役を表現できる女優として、プロデューサーの佐野によって三浦透子がキャスティングされた。また、眞栄田郷敦や鈴木亮平も同様に再考によりキャスティングされている。

### 製作における参考文献
本作製作にあたっては、以下の冤罪に関する書籍が参考文献とされている。
- 『冤罪 ある日、私は犯人にされた』（菅家利和）[4]
- 『訊問の罠 足利事件の真実』（菅家利和、佐藤博史）[4]
- 『殺人犯はそこにいる 隠蔽された北関東連続幼女誘拐殺人事件』（清水潔）[4]
- 『足利事件 冤罪を証明した一冊のこの本』（小林篤）[4]
- 『刑事弁護 技術と倫理 刑事弁護の心・技・体』（佐藤博史）[4]
- 『冤罪 足利事件『らせんの真実』を追った400日』（下野新聞社編集局 編）[4]
- 『東電OL殺人事件』（佐野眞一）[4]
- 『偽りの記憶『本庄保険金殺人事件』の真相』（高野隆、松山馨、山本宜成、鍛冶伸明）[4]
- 『21世紀の再審 冤罪被害者の速やかな救済のために』（日本弁護士連合会人権擁護委員会編）[4]

## 放送日程
| 話数                                                                        | 放送日   | サブタイトル           | 演出            | 視聴率 |
| --------------------------------------------------------------------------- | -------- | ---------------------- | --------------- | ------ |
| episode.1                                                                   | 10月24日 | 冤罪とバラエティ       | 大根仁          | 8.0%   |
| episode.2                                                                   | 10月31日 | 女子アナと死刑囚       | 大根仁          | 7.3%   |
| episode.3                                                                   | 11月07日 | 披露宴と墓参り         | 大根仁          | 6.3%   |
| episode.4                                                                   | 11月14日 | 視聴率と再審請求       | 大根仁 下田彦太 | 6.9%   |
| episode.5                                                                   | 11月21日 | 流星群とダイアモンド   | 大根仁 下田彦太 | 5.8%   |
| episode.6                                                                   | 11月28日 | 退職届と異動辞令       | 大根仁          | 5.5%   |
| episode.7                                                                   | 12月05日 | さびしい男と忙しい女   | 二宮孝平        | 6.6%   |
| episode.8                                                                   | 12月12日 | 少女の秘密と刑事の工作 | 北野隆          | 5.7%   |
| episode.9                                                                   | 12月19日 | 善玉と悪玉             | 大根仁          | 5.5%   |
| episode.10                                                                  | 12月26日 | 希望あるいは災い       | 大根仁          | 5.5%   |
| 平均視聴率 6.3%（視聴率はビデオリサーチ調べ、関東地区・世帯・リアルタイム） |          |                        |                 |        |

- 初回は22時 - 23時9分の15分拡大放送。
- 第6話は『2022 FIFAワールドカップ カメルーン×セルビア』中継（18時40分 - 21時15分）に伴い15分繰り下げられ、22時15分 - 23時9分に放送。

## 受賞歴・評価
- ギャラクシー賞（放送批評懇談会）
  - 2022年12月度 テレビ部門 月間賞[95]
  - 第60回（2022年度）テレビ部門 大賞[96]
  - 第60回（2022年度）テレビ部門 個人賞（長澤まさみ）[96]
- 芸術選奨
  - 令和4年度（第73回）文部科学大臣新人賞（放送部門）[97] - 佐野亜裕美
- 第49回放送文化基金賞
  - テレビドラマ部門 最優秀賞[98]
  - 演技賞（長澤まさみ）[98]
- 橋田賞
  - 令和4年度（第31回） 橋田賞（長澤まさみ）[99]
- 日本民間放送連盟賞
  - 2023年年度 テレビドラマ部門 最優秀賞[100]
- 東京ドラマアウォード2023
  - 連続ドラマ部門 優秀賞[101]

## スピンオフドラマ
『8人はテレビを見ない』（はちにんはテレビをみない）と題し、本編放送前の2022年10月17日18時よりTVerでスピンオフドラマが独占配信中。都内某所のシェアハウスで生活を送る大学生、フリーター、会社員などそれぞれの人生を歩む男女8人が、他者を受け入れ、尊重しながら生きていく様子を描く。
本編内の情報バラエティー番組『フライデー★ボンボン』をちょっとしたきっかけで次第に視聴し始め、ドラマの重要ワードやシーンとシンクロする展開となっている。このスピンオフ5話終了後、「テレビを見た8人」と題し、ダウ90000のメンバーによるドラマの舞台裏を語る座談会が同じTVerで配信されている。

### キャスト（スピンオフドラマ）
- ダウ90000[102]
  - 蓮見翔
  - 園田祥太
  - 飯原僚也
  - 上原佑太
  - 道上珠妃
  - 中島百依子
  - 忽那文香
  - 吉原怜那

### スタッフ（スピンオフドラマ）
- 脚本 - 蓮見翔[102]
- 演出 - 井本恵[102]
- プロデュース - 佐野亜裕美[102]
- 制作協力 - ギークピクチュアズ[102]
- 企画協力 - YOU GO sign[102]
- 制作著作 - カンテレ[102]

### 配信日程（スピンオフドラマ）
| 各話 | 配信日   | サブタイトル               | 備考                      |
| ---- | -------- | -------------------------- | ------------------------- |
| #0   | 10月17日 | インテリアにしては重い     |                           |
| #1   | 10月31日 | それの口にさせられる       | 本編第2話終了後に配信開始 |
| #2   | 11月14日 | 他人の占い見せつけられても | 本編第4話終了後に配信開始 |
| #3   | 11月28日 | けしたあとの為につけている | 本編第6話終了後に配信開始 |
| #4   | 12月12日 | 同じ番組を観たということ   | 本編第8話終了後に配信開始 |

## その他
- 2022年10月17日からフランス・カンヌで開催された国際映像コンテンツ見本市「MIPCOM」で世界初上映され、大山さくら役の三浦透子が佐野亜裕美プロデューサーとともに登壇した[103][104]。60年近い歴史を持つMIPマーケットにおいて、日本ドラマの世界初公開がメインホールで行われるのは本作品が初となる[103]。